# Distrito de San Juan de Cutervo
El distrito de San Juan de Cutervo es uno de los quince distritos administrativos de la Provincia de Cutervo, ubicada en el Departamento de Cajamarca, bajo la administración del Gobierno regional de Cajamarca, en el Perú.  
Desde el punto de vista jerárquico de la Iglesia católica forma parte de la Prelatura de Chota, sufragánea de la Arquidiócesis de Piura.

## Historia
El distrito de Cutervo fue creado mediante Ley del 8 de agosto de 1960, en el segundo gobierno del Presidente Manuel Prado Ugarteche.

## Geografía
Tiene una superficie de 60,87 km²

## Autoridades

### Municipales
- 2015 - 2018[2]
  - Alcalde: Eliseo Mejia Mego, del Movimiento de Afirmación Social - MAS (CSV - K).
  - Regidores: Ysidoro Fernández Cubas (CSV - K), Gibson Arévalo Montenegro (CSV - K), Redorico Astonitas Fernández (CSV - K), Julia Quispe Olivera (CSV - K), Julio Fernández Pérez (Movimiento de Afirmación Social).

### Policiales
- Comisario:    PNP

### Religiosas
- Prelatura de Chota[3]
  - Obispo Prelado: Mons. Fortunato Pablo Urcey, OAR